# Frederic Nanu
Frederic Nanu (n. 1884, Paris, Franța – d. 1991, Spania) a fost un diplomat român, care, în calitate de ministru plenipotențiar al Regatului Românei la Stockholm, s-a remarcat în timpul negocierilor purtate în 1944 cu ambasadoarea sovietică Alexandra Kollontai pentru ieșirea României din războiul împotriva Uniunii Sovietice.
Este autor al lucrării de referință „Cronica tratatelor și legămintelor internaționale ale României, 1854-1937” și a unei istorii a diplomației române. Ca emigrant, a devenit profesor de Relații Internaționale la Washington.

## Biografie
Frederic Nanu s-a născut la Paris, unde tatăl său era secretar al Legației României. A fost fiul lui Constantin Nanu (1859-1948), ministru plenipotențiar la Belgrad (1905), Roma (1909), Petersburg (1911) și Berlin (1912), și al Clarei Verbeeck, fiica unui bancher belgian.
A îndeplinit, prin delegație, funcția de secretar general al Ministerului Afacerilor Străine în perioada 8 august - 9 septembrie 1941, pe timpul concediului lui Alexandru Cretzianu.

## Negocierile de la Stockholm
„Am fost astăzi la d-na Kollontai, care este în convalescență într-o localitate învecinată... Apoi mi-a spus, dându-mi a înțelege că-mi dă dreptate, că a comunicat la Moscova reproșul pe care l-am făcut guvernului sovietic de a nu fi reacționat mai devreme la sondările noastre de la începutul lui ianuarie și a ne fi comunicat atunci confidențial, noua sa  politică față de noi.”—Parte din telegrama  trimisă de Nanu de la Legația României din capitala Suediei către Ministerul Afacerilor Străine al României, în 12 aprilie 1944
Într-o telegramă trimisă de ambasadorul Nanu din Stockholm către Ministerul Afacerilor Străine al României la 13 aprilie 1944 sunt prezentate condițiile minime ale armistițiului sovietic (cf. Buzatu Gheorghe, op. cit.):
„1. Ruptura cu germanii și lupta comună a trupelor române și trupelor aliate, inclusiv armata roșie, împotriva germanilor...

2. Restabilirea frontierei  româno-sovietice după tratatul din 1940.
3. Repararea pagubelor cauzate Republicii Sovietelor prin operațiile militare și prin ocuparea    teritoriilor  sovietice.
4. Înapoierea tuturor prizonierilor de război și internaților sovietci și aliați.”
Relatări despre negocierile de la Stockholm dintre un emisar sovietic și ministrul Frederic Nanu sunt oferite de Gheorghe Barbul, colaborator apropiat al lui Ion Antonescu, în cartea sa Memorial Antonescu. Al treilea om al axei „Puțin după prima întrevedere a ambasadorului [profesor Hayes, ambasador american la Madrid] cu secretarul nostru de legație de la Madrid [Grigoriu], legația română din Suedia a fost vizitată pe neașteptate de atașatul de presă al ambasadei sovietice. Acesta ceru să fie primit de ministrul Nanu și îi comunică faptul că dacă guvernul român avea propuneri de făcut  guvernului sovietic, însărcinatul cu afaceri al URSS la Stockholm era dispus să-l primească pe reprezentantul României, deoarece ambasadoarea, doamna Kollontay, era grav bolnavă. Nanu răspunse că nu avea nici o instrucțiune în acest sens. Agentul sovietic îi lăsă atunci un număr de telefon, recomandând ca legătura să fie făcută dintr-o cabină publică. Această manieră puțin obișnuită de a se introduce la inamic nu însemna oare reacția Moscovei la luarea de contact de la Madrid, cu intenția de a îndepărta Statele Unite de la negocieri?...agentul sovietic de la Stockholm îi relată ministrului României că prefera să trateze direct cu dânsul și nu cu George Duca, consilier al legației, pentru că acesta din urmă avea prieteni la legațiile Angliei și Statelor Unite.”
În februarie 1944, ministrul Nanu a informat Bucureștiul că guvernul sovietic promisese să respecte suveranitatea și independența României și să o ajute să recupereze Transilvania, dacă ieșea din război. Mihai Antonescu nu a dat însă nici un răspuns pentru că i se părea mai sigur ca România să trateze cu Occidentul.
În seara zilei de 22 august 1944, mareșalul Ion Antonescu i-a spus ministrului german Carl Clodius că, față de situația critică de pe front, va face un ultim mare efort de a-i opri pe ruși și că, în eventualitatea unui eșec, își rezervă dreptul de a acționa așa cum consideră de cuviință.  După întâlnirea cu Clodius, Mihai Antonescu a trimis un curier la Stockholm, dându-i instrucțiuni lui Nanu să-i comunice Alexandrei Kollontai disponibilitatea guvernului român de a încheia un armistițiu. Curierul a ajuns la destinație la 24 august, la o zi după lovitura de stat. Acel curier a fost Neagu Djuvara, care în simpozionul aniversar "23 august în istoria României"  (București, 8-9 octombrie 1994) a spus auditoriului că Mihai Antonescu, cu aprobarea mareșalului, îi ceruse lui Nanu doar să o abordeze pe Alexandra Kollontai  pentru a o întreba dacă mai vechile condiții promise de ruși mai erau valabile sau trebuiau renegociate. În același timp, a spus Djuvara, Mihai Antonescu i-a transmis lui Nanu să nu relateze britanicilor și americanilor despre aceste discuții cu sovieticii. 

## Opere
- Frederic C. Nanu: Politica externă a României (1919-1933), Editura Institutul European, 1993, ISBN 9739148093; titlu original: The Foreign Policy of Romania. 1918- 1939